# Atletism la Jocurile Olimpice de vară din 2016 - 400 m (masculin)
Proba de 400 de metri masculin de la Jocurile Olimpice de vară din 2016 a avut loc în perioada 12-14 august pe Stadionul Olimpic.

## Recorduri
Înaintea acestei competiții, recordurile mondiale și olimpice erau următoarele:
| Record  | Atlet                 | Timp  | Loc                    | Data           |
| ------- | --------------------- | ----- | ---------------------- | -------------- |
| Mondial | Michael Johnson (USA) | 43.18 | Sevilla, Spania        | 26 august 1999 |
| Olimpic | Michael Johnson (USA) | 43.49 | Atlanta, Statele Unite | 29 iulie 1996  |

| Zona                                             |       |                      |                 |
| Zona                                             | Timp  | Atlet                | Țara            |
| ------------------------------------------------ | ----- | -------------------- | --------------- |
| Africa (recorduri)                               | 43.48 | Wayde van Niekerk    | Africa de Sud   |
| Asia (recorduri)                                 | 43.93 | Yousef Ahmed Masrahi | Arabia Saudită  |
| Europa (recorduri)                               | 44.33 | Thomas Schönlebe     | Germania de Est |
| America Centrală, de Nord și Caraibe (recorduri) | 43.18 | Michael Johnson      | Statele Unite   |
| Oceania (recorduri)                              | 44.38 | Darren Clark         | Australia       |
| America de Sud (recorduri)                       | 44.29 | Sanderlei Parrela    | Brazilia        |

## Format
Competiția a avut trei etape: runda întâi cu șapte serii, semifinalele cu trei serii și finala. Primii trei din fiecare serie și alți trei atleți cu cel mai rapid timp s-au calificat în semifinale. Primii doi clasați în fiecare dintre cele trei semifinale s-au calificat în finală, împreună cu alți doi atleți cu cel mai rapid timp.

## Rezultate

### Runda 1
Reguli de calificare: primii trei din fiecare serie (C) și următorii trei atleți cu cel mai bun timp (c) se califică în semifinale.

#### Seria 1
| Loc | Culoar | Nume                   | Naționalitate              | Reacție | Timp  | Note      |
| --- | ------ | ---------------------- | -------------------------- | ------- | ----- | --------- |
| 1   | 2      | Machel Cedenio         | Trinidad și Tobago         | 0.179   | 44.98 | (C)       |
| 2   | 7      | Gil Roberts            | Statele Unite ale Americii | 0.168   | 45.27 | (C)       |
| 3   | 4      | Yoandys Lescay         | Cuba                       | 0.199   | 45.36 | (C), (SB) |
| 4   | 6      | Fitzroy Dunkley        | Jamaica                    | 0.176   | 45.66 |           |
| 5   | 3      | Kevin Borlée           | Belgia                     | 0.138   | 45.90 |           |
| 6   | 5      | Alberth Bravo          | Venezuela                  | 0.205   | 46.15 |           |
| 7   | 1      | Alex Lerionka Sampao   | Kenya                      | 0.199   | 46.62 |           |
| 8   | 8      | Ousseini Djibo Idrissa | Niger                      | 0.173   | 50.06 |           |

#### Seria a 2-a
| Loc | Culoar | Nume           | Naționalitate | Reacție | Timp  | Note    |
| --- | ------ | -------------- | ------------- | ------- | ----- | ------- |
| 1   | 4      | Bralon Taplin  | Grenada       | 0.162   | 45.15 | (C)     |
| 2   | 2      | Nery Brenes    | Costa Rica    | 0.151   | 45.53 | (C)     |
| 3   | 7      | Karabo Sibanda | Botswana      | 0.166   | 45.56 | (C)     |
| 4   | 1      | Matteo Galvan  | Italia        | 0.154   | 46.07 |         |
| 5   | 3      | Raymond Kibet  | Kenya         | 0.234   | 46.15 |         |
| 6   | 6      | Mehboob Ali    | Pakistan      | 0.212   | 48.37 |         |
| 7   | 8      | Bachir Mahamat | Ciad          | 0.188   | 48.59 |         |
| –   | 5      | Anas Beshr     | Egipt         | 0.141   | DS    | R163.3a |

#### Seria a 3-a
| Loc | Culoar | Nume                     | Naționalitate                 | Reacție | Timp  | Note    |
| --- | ------ | ------------------------ | ----------------------------- | ------- | ----- | ------- |
| 1   | 7      | Wayde van Niekerk        | Africa de Sud                 | 0.147   | 45.26 | (C)     |
| 2   | 2      | Luguelín Santos          | Republica Dominicană          | 0.148   | 45.61 | (C)     |
| 3   | 8      | Javon Francis            | Jamaica                       | 0.172   | 45.88 | (C)     |
| 4   | 6      | Jonathan Borlée          | Belgia                        | 0.162   | 46.01 |         |
| 5   | 3      | Alphas Kishoyian         | Kenya                         | 0.147   | 46.74 |         |
| 6   | 5      | Brandon Valentine-Parris | Sfântul Vicențiu și Grenadine | 0.144   | 47.62 |         |
| –   | 4      | Alonzo Russell           | Bahamas                       | 0.159   | DS    | R163.3a |

#### Seria a 4-a
| Loc | Culoar | Nume                | Naționalitate                  | Reacție | Timp  | Note |
| --- | ------ | ------------------- | ------------------------------ | ------- | ----- | ---- |
| 1   | 5      | Lalonde Gordon      | Trinidad și Tobago             | 0.153   | 45.24 | (C)  |
| 2   | 4      | Luka Janežič        | Slovenia                       | 0.148   | 45.33 | (C)  |
| 3   | 6      | Baboloki Thebe      | Botswana                       | 0.155   | 45.41 | (C)  |
| 4   | 1      | Chris Brown         | Bahamas                        | 0.147   | 45.56 | (SB) |
| 5   | 2      | Martyn Rooney       | Marea Britanie                 | 0.154   | 45.60 |      |
| 6   | 7      | Julian Jrummi Walsh | Japonia                        | 0.149   | 46.37 |      |
| 7   | 8      | Gustavo Cuesta      | Republica Dominicană           | 0.143   | 46.92 |      |
| 8   | 3      | James Chiengjiek    | Echipa olimpică a refugiaților | 0.213   | 52.89 |      |

#### Seria a 5-a
| Loc | Culoar | Nume                 | Naționalitate              | Reacție | Timp  | Note |
| --- | ------ | -------------------- | -------------------------- | ------- | ----- | ---- |
| 1   | 8      | LaShawn Merritt      | Statele Unite ale Americii | 0.235   | 45.28 | (C)  |
| 2   | 3      | Abdelalelah Haroun   | Qatar                      | 0.190   | 45.76 | (C)  |
| 3   | 6      | Isaac Makwala        | Botswana                   | 0.242   | 45.91 | (C)  |
| 4   | 2      | Vitaliy Butrym       | Ucraina                    | 0.166   | 45.92 |      |
| 5   | 4      | Donald Blair-Sanford | Israel                     | 0.163   | 46.06 |      |
| 6   | 5      | Deon Lendore         | Trinidad și Tobago         | 0.201   | 46.15 |      |
| 7   | 7      | Hederson Estefani    | Brazilia                   | 0.234   | 46.68 |      |

#### Seria a 6-a
| Loc | Culoar | Nume                 | Naționalitate              | Reacție | Timp  | Note      |
| --- | ------ | -------------------- | -------------------------- | ------- | ----- | --------- |
| 1   | 6      | Kirani James         | Grenada                    | 0.156   | 44.93 | (C)       |
| 2   | 5      | Rusheen McDonald     | Jamaica                    | 0.179   | 45.22 | (C), (SB) |
| 3   | 2      | Matthew Hudson-Smith | Marea Britanie             | 0.142   | 45.26 | (C)       |
| 4   | 3      | David Verburg        | Statele Unite ale Americii | 0.167   | 45.48 | (c)       |
| 5   | 7      | Winston George       | Guyana                     | 0.186   | 45.77 |           |
| 6   | 8      | Diego Palomeque      | Columbia                   | 0.159   | 46.48 |           |
| –   | 4      | Abbas Abubakar Abbas | Bahrain                    | 0.192   | DS    | R163.3a   |

#### Seria a 7-a
| Loc | Culoar | Nume                | Naționalitate | Reacție | Timp  | Note |
| --- | ------ | ------------------- | ------------- | ------- | ----- | ---- |
| 1   | 7      | Ali Khamis          | Bahrain       | 0.161   | 45.12 | (C)  |
| 2   | 1      | Steven Gardiner     | Bahamas       | 0.149   | 45.24 | (C)  |
| 3   | 8      | Liemarvin Bonevacia | Olanda        | 0.142   | 45.49 | (C)  |
| 4   | 5      | Rafał Omelko        | Polonia       | 0.177   | 45.54 | (c)  |
| 5   | 4      | Pavel Maslák        | Cehia         | 0.183   | 45.54 | (c)  |
| 6   | 6      | Mohammad Anas       | India         | 0.158   | 45.95 |      |
| 7   | 2      | Orukpe Erayokan     | Nigeria       | 0.180   | 47.42 | (SB) |
| 8   | 3      | Yuzo Kanemaru       | Japonia       | 0.144   | 48.38 |      |

### Semifinale
Reguli de calificare: primii doi din fiecare serie (Q) si încă doi cu cel mai rapid timp (c) se califică în finală

#### Semifinala 1
| Loc | Culoar | Nume                | Naționalitate              | Reacție | Timp  | Note      |
| --- | ------ | ------------------- | -------------------------- | ------- | ----- | --------- |
| 1   | 4      | Kirani James        | Grenada                    | 0.144   | 44.02 | (C), (SB) |
| 2   | 6      | LaShawn Merritt     | Statele Unite ale Americii | 0.271   | 44.21 | (C)       |
| 3   | 2      | Karabo Sibanda      | Botswana                   | 0.174   | 44.47 | (c), (PB) |
| 4   | 7      | Luguelín Santos     | Republica Dominicană       | 0.155   | 44.71 | (SB)      |
| 5   | 1      | Javon Francis       | Jamaica                    | 0.170   | 44.96 |           |
| 6   | 5      | Nery Brenes         | Costa Rica                 | 0.181   | 45.02 |           |
| 7   | 8      | Liemarvin Bonevacia | Olanda                     | 0.166   | 45.03 | (SB)      |
| 8   | 3      | Lalonde Gordon      | Trinidad și Tobago         | 0.157   | 45.13 |           |

#### Semifinala a 2-a
| Loc | Culoar | Nume               | Naționalitate              | Reacție | Timp  | Note  |
| --- | ------ | ------------------ | -------------------------- | ------- | ----- | ----- |
| 1   | 5      | Machel Cedenio     | Trinidad și Tobago         | 0.243   | 44.39 | (C)   |
| 2   | 3      | Wayde van Niekerk  | Africa de Sud              | 0.156   | 44.45 | (C)   |
| 3   | 2      | Pavel Maslák       | Cehia                      | 0.185   | 45.06 | (SB)  |
| 4   | 6      | Luka Janežič       | Slovenia                   | 0.154   | 45.07 | (RN)  |
| 5   | 1      | David Verburg      | Statele Unite ale Americii | 0.159   | 45.61 |       |
| 6   | 4      | Rusheen McDonald   | Jamaica                    | 0.182   | 46.12 |       |
| 7   | 7      | Abdelalelah Haroun | Qatar                      | 0.173   | 46.66 |       |
| –   | 8      | Baboloki Thebe     | Botswana                   | N/A     | N/A   | (DNS) |

#### Semifinala a 3-a
| Loc | Culoar | Nume                 | Naționalitate              | Reacție | Timp  | Note      |
| --- | ------ | -------------------- | -------------------------- | ------- | ----- | --------- |
| 1   | 6      | Bralon Taplin        | Grenada                    | 0.171   | 44.44 | (C)       |
| 2   | 8      | Matthew Hudson-Smith | Marea Britanie             | 0.143   | 44.48 | (C), (PB) |
| 3   | 3      | Ali Khamis           | Bahrain                    | 0.145   | 44.49 | (c), (RN) |
| 4   | 4      | Gil Roberts          | Statele Unite ale Americii | 0.151   | 44.65 | (SB)      |
| 5   | 5      | Steven Gardiner      | Bahamas                    | 0.156   | 44.72 |           |
| 6   | 7      | Yoandys Lescay       | Cuba                       | 0.216   | 45.00 | (PB)      |
| 7   | 2      | Rafał Omelko         | Polonia                    | 0.164   | 45.28 |           |
| 8   | 1      | Isaac Makwala        | Botswana                   | 0.173   | 46.60 |           |

### Finala
| Loc | Culoar | Nume                 | Naționalitate              | Reacție | Timp  | Note |
| --- | ------ | -------------------- | -------------------------- | ------- | ----- | ---- |
| 1   | 8      | Wayde van Niekerk    | Africa de Sud              | 0.181   | 43.03 | (RM) |
| 2   | 6      | Kirani James         | Grenada                    | 0.134   | 43.76 | (SB) |
| 3   | 5      | LaShawn Merritt      | Statele Unite ale Americii | 0.204   | 43.85 | (SB) |
| 4   | 3      | Machel Cedenio       | Trinidad și Tobago         | 0.203   | 44.01 | (RN) |
| 5   | 1      | Karabo Sibanda       | Botswana                   | 0.164   | 44.25 | (PB) |
| 6   | 2      | Ali Khamis           | Bahrain                    | 0.148   | 44.36 | (RN) |
| 7   | 4      | Bralon Taplin        | Grenada                    | 0.181   | 44.45 |      |
| 8   | 7      | Matthew Hudson-Smith | Marea Britanie             | 0.138   | 44.61 |      |

## Legendă
RA Record african | AM Record american | AS Record asiatic | RE Record european | OCRecord oceanic | RO Record olimpic | RM Record mondial | RN Record național | SA Record sud-american | RC Record al competiției | DNF Nu a terminat | DNS Nu a luat startul | DS Descalificare | EL Cea mai bună performanță europeană a anului | PB Record personal | SB Cea mai bună performanță a sezonului | WL Cea mai bună performanță mondială a anului 